# Björn Inger
Björn Inger, född 27 september 1942, död 4 december 1999, var en svensk jurist som var lagman i Simrishamns tingsrätt från 1998 till sin död 1999.
Inger utnämndes 4 november 1976 till rådman i Kalmar tingsrätt och 18 december 1980 till hovrättsråd i Göta hovrätt. Han utnämndes 23 april 1998 till lagman i Simrishamns tingsrätt efter att från 1984 varit rådman i Halmstads tingsrätt.